# Troels Wörsel
Troels Wörsel (* 10. November 1950 in Aarhus; † 12. Dezember 2018 in Köln) war ein dänischer Maler und Grafiker. Wörsel galt in seiner Kunst als Autodidakt.

## Auszeichnungen
- 1995: Eckersberg Medaille
- 2002: Carnegie Art Award Prize
- 2004: Thorvaldsen Medaille